# 诸圣修院 (昂热)
诸圣修院（法語：Abbaye Toussaint d'Angers）是法国昂热的一座历史建筑，罗马天主教修道院，成立于1040年。
诸圣修院在13世纪重建，保存至今。现在新建了玻璃屋顶，于1984年辟为昂热大卫博物馆。

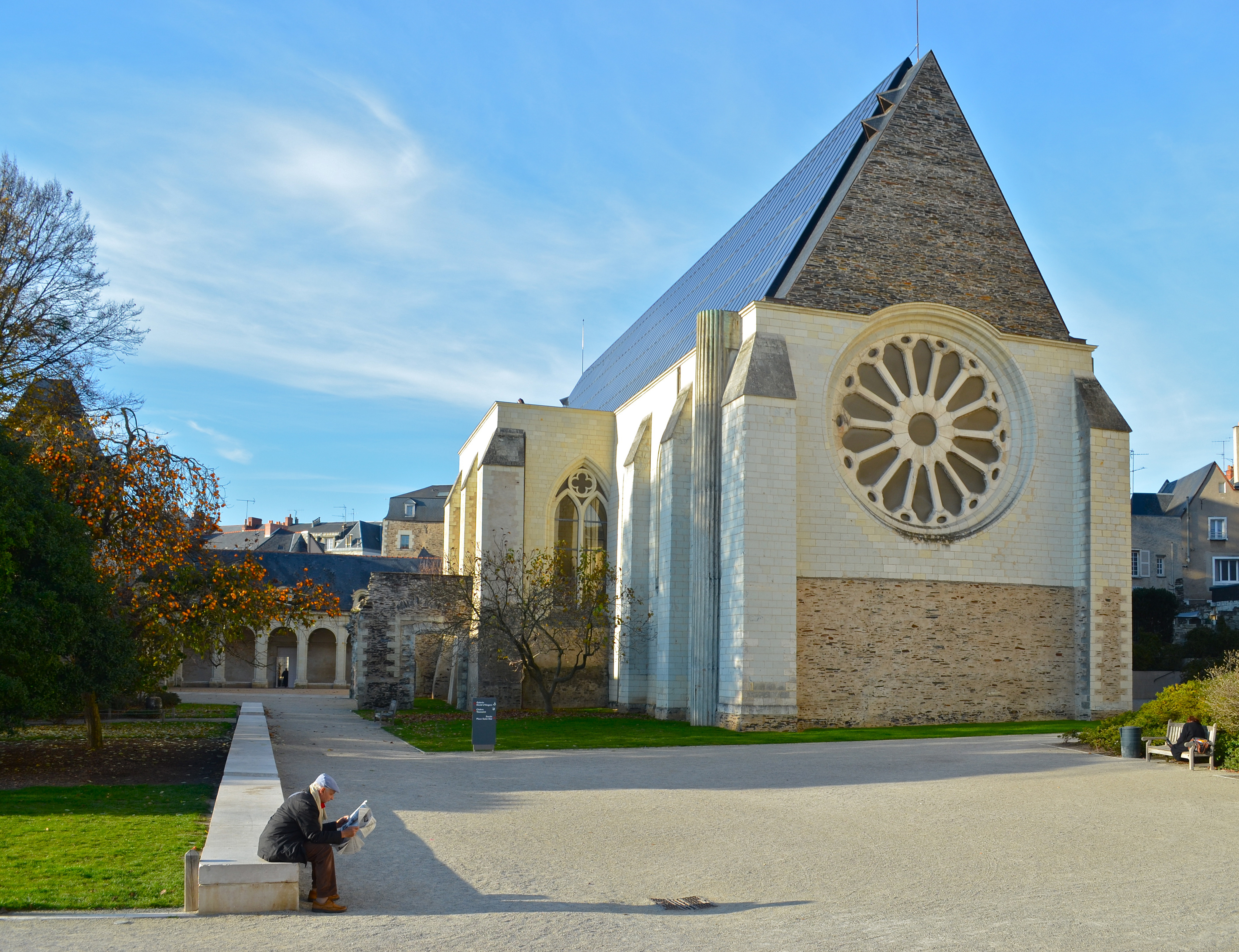
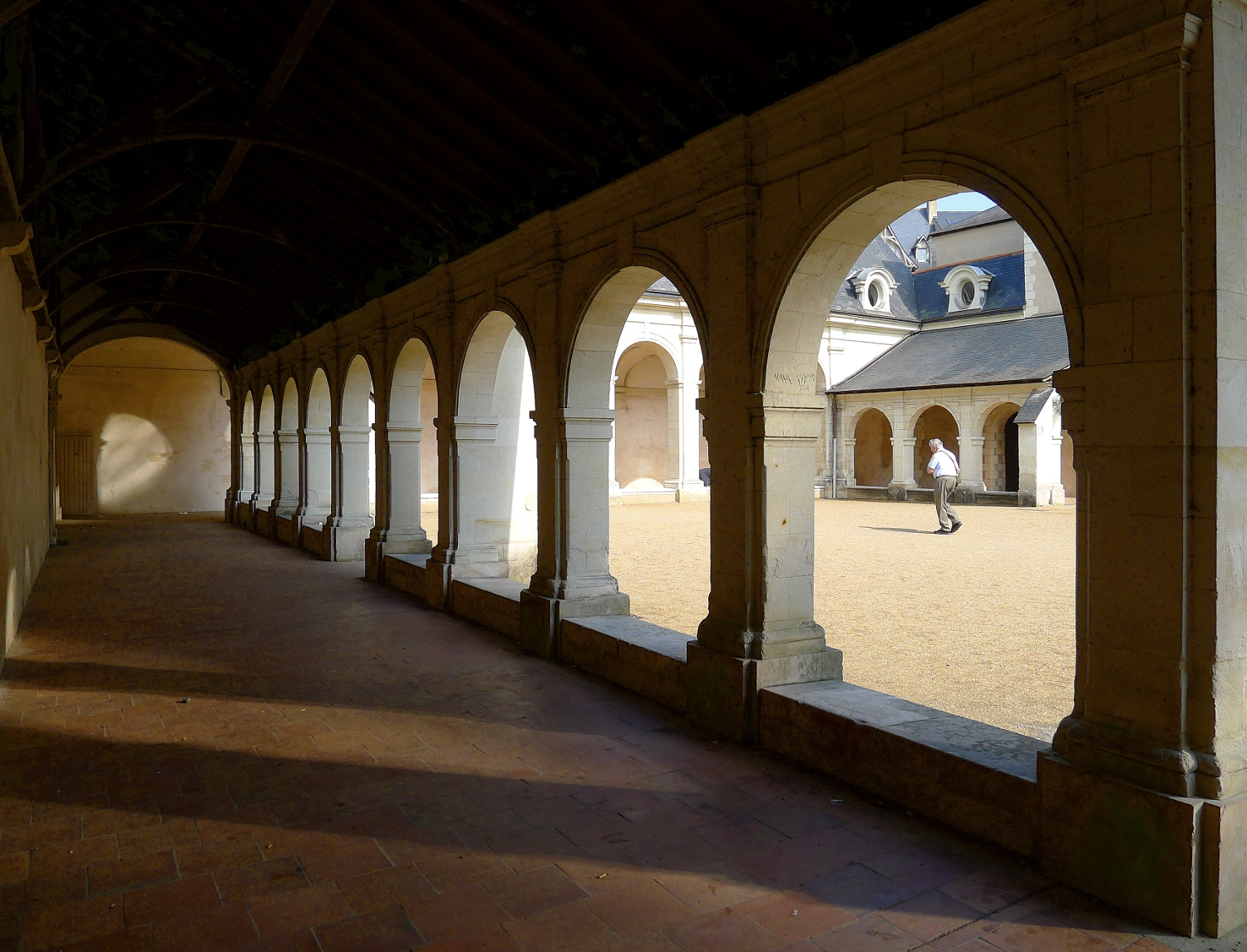
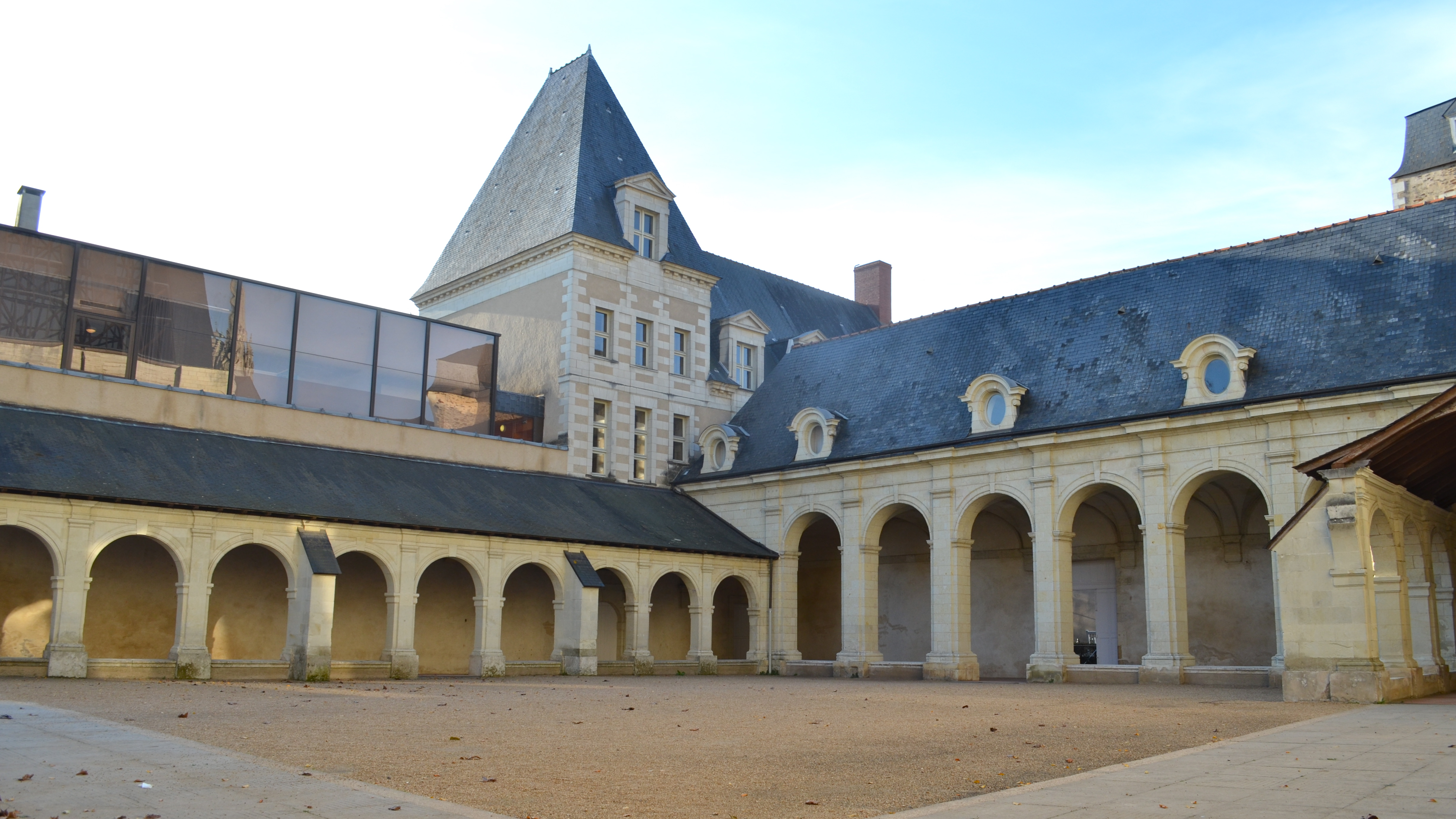

1902年，其教堂列为法国历史古迹。1925年其回廊和庭院也列为法国历史古迹。